# Scoparia charopoea
Scoparia charopoea là một loài bướm đêm trong họ Crambidae.